# みちのく大賞典
一條記念みちのく大賞典（いちじょうきねんみちのくだいしょうてん）は、岩手県競馬組合が施行する地方競馬の重賞競走である。レース名の「一條」とは、東北の馬産発展に貢献し旧盛岡競馬場を設計した一條友吉から。

## 概要
岩手の古馬ナンバーワン決定戦として1973年に創設された。開催時期については多少ばらつきがあるものの、主に6月に開催されている（「歴代優勝馬」の項を参照）。第1回から第18回までは盛岡競馬場、第19回以降は水沢競馬場施行されている。例外として、1996年の第24回は盛岡競馬場の移転に伴い水沢で、2011年、 2016年は盛岡で代替開催された。
長らく岩手所属馬のみを対象に施行されてきたが、2001年に東日本地区所属馬に開放され、翌年にはさらに九州地区が加わり、2005年からはJRA所属馬を除く全国の地方所属馬に開放された。また、2004年には同じく盛岡で行われる統一重賞マーキュリーカップへのトライアル競走に指定され、上位2着までに同競走への優先出走権が与えられるようになり、2006年からは1着馬のみ同競走への優先出走権が与えられる。このように、全国的な位置付けとしては岩手のローカル重賞となっているが、歴代の優勝馬には岩手競馬を代表する名馬が名を連ね、現在でも岩手競馬が主催する競走の内で最も権威あるもののひとつである。また、本競走の勝ち馬は岩手競馬所有の馬運車にその名前が転用されることが慣習となっている。
当初はファン投票レースとして創設され、現在は桐花賞に継承されている。また、岩手競馬では1972年以前の重賞レースは農林大臣賞典や岩手県知事賞典等と呼ばれていた。この頃から競走番組の商品化・ソフト化を推進し始めたが、主導した中心人物が「岩手競馬中興の祖」と称される藤原正紀である。
創設当時は重賞レースと特別レースの位置付けが曖昧であり、文献によってみちのく大賞典が岩手競馬初の重賞レースという説と、レース名称がついた最初の重賞レースという2つの説が存在する。1971年と1972年で一部不明な記録があったりするため、正確にはわからないようである。
当時まだビデオテープが高額で、録画してもすぐに消去されて別の番組に使い回されることが普通だったことから、同レース最古の映像は1978年の第6回という説がある（それより以前の映像が放映されていないに等しいため）。但し、ビデオテープの映像が劣悪で放映できない状態だったり、ニュースフィルム等で現存している可能性はある。
2001年からは、岩手のみならず日本の馬産界に多大な功績を残した岩手出身の一條牧夫、友吉親子の名前を後世に残すため、レース名称を一條記念みちのく大賞典と変更された。しかし、一般的にはみちのく大賞典と呼ばれ親しまれている。
2016年に、岩手競馬で重賞格付け制度がスタートし、M1に格付けされた。
2018年は東北農政局賞がつきレース名が「東北農政局長賞典 一條記念みちのく大賞典」となった。2021年から2023年までは農林水産大臣賞が付き「農林水産大臣賞典 一條記念みちのく大賞典」の名称で行われていた。
本競走では2008年からスタリオンシリーズ競走に指定されており、2008年は「クロフネ賞」、2009年は「ダンスインザダーク賞」、2010年は「フジキセキ賞」、2011年は「ネオユニヴァース賞」、2012年は「ドリームジャーニー賞」、2013年は「ルーラーシップ賞」、2014年は「ハービンジャー賞」、2015年・2016年は「ルーラーシップ賞」、2017年・2018年は「ハービンジャー賞」、2019年は「オルフェーヴル賞」、2020年- 2024年はニューイヤーズデイ賞として、優勝馬の馬主に副賞として種牡馬の配合権利が贈られている。

### 条件・賞金等（2025年）
出走条件
サラブレッド系3歳以上、岩手所属。
トライアル競走の「あすなろ賞」で上位3着までに入った馬に本競走への優先出走権が与えられている。
負担重量
定量、3歳55kg、4歳以上57kg、牝馬2kg減。
賞金等
1着1500万円、2着525万円、3着300万円、4着195万円、5着105万円で、着外手当は15万円。
副賞
一條記念賞、社台スタリオンステーション賞、岩手県知事賞、奥州市長賞、開催執務委員長賞
社台スタリオンステーションが協賛し、レイデオロの配合権利が優勝馬馬主への副賞となっている。
優先出走権付与
優勝馬にマーキュリーカップの優先出走権が付与される。

## 歴史
- 1973年 - 旧・盛岡競馬場のダート2000mのサラブレッド系4歳（現3歳）以上の岩手所属馬限定の重賞競走「みちのく大賞典」として創設。1着賞金150万円。
- 1980年 - スリーパレードが史上初の連覇。1着賞金700万円。
- 1984年 - 1着賞金1000万円に増額。
- 1990年 - 1着賞金2000万円に増額（1999年まで）。
- 1991年
  - グレートホープ、スイフトセイダイが同着優勝。
  - スイフトセイダイが史上2頭目の連覇。
- 1992年 - グレートホープが史上3頭目の連覇。
- 1995年 - モリユウプリンスが史上4頭目の連覇。
- 1996年 - 盛岡競馬場の移転新設に伴い、水沢競馬場のダート2000mに変更。
- 1997年 - 新設の盛岡競馬場のダート2000mで初開催。
- 2000年 - メイセイオペラが史上初の3連覇。
- 2001年
  - 馬齢表示の国際基準への変更及び当年のみ東日本地区交流競走と施行。それらに伴い、出走条件を「サラブレッド系4歳以上の岩手所属馬」から「サラブレッド系3歳以上の北海道・岩手・北関東・南関東所属馬」に変更。
  - 名称を現在の「一條記念みちのく大賞典」に変更。
- 2002年 - この年から東日本・九州地区交流競走として施行、出走条件を「サラブレッド系3歳以上の北海道・岩手・北関東・南関東・九州所属馬」に変更。
- 2003年 - 船橋のマキバスナイパーが他地区所属馬として初制覇。
- 2004年 - マーキュリーカップへのトライアル競走に指定、上位2着までにマーキュリーカップへの優先出走権が付与される。
- 2005年
  - この年から地方競馬全国交流競走として施行され、出走条件を「サラブレッド系3歳以上の地方所属馬」に変更。
  - トニージェントが史上5頭目の連覇。
- 2006年 - マーキュリーカップへの優先出走権取得対象を1着馬に変更。
- 2008年 - スタリオンシリーズ競走に指定。
- 2009年
  - 施行場を水沢競馬場のダート2000mに変更。
  - 1着賞金が500万円に減額。
- 2010年
  - 笠松のマルヨフェニックスが水沢競馬場のダート2000mのコースレコード2:05.3[3]で優勝。
  - 創設以来、初めて他地区所属馬が掲示板を独占した[4]。
- 2011年 - 東日本大震災の影響により盛岡競馬場のダート2000mで施行。
- 2012年 - 水沢競馬場での施行に戻る
- 2016年 - 施行場を盛岡競馬場に変更。
- 2017年 - 施行場を水沢競馬場に変更。
- 2018年 - 東北農政局賞がつきレース名が「東北農政局長賞典 一條記念みちのく大賞典」となる。
- 2019年 - レース名が「一條記念みちのく大賞典」に戻る。
- 2021年 - 農林水産大臣賞がつくようになりレース名が「農林水産大臣賞典 一條記念みちのく大賞典」に変更される。
- 2022年 - 1着賞金が1000万円に増額。
- 2024年 - 農林水産大臣賞が付かなくなりレース名が「一條記念みちのく大賞典」となる。

### 歴代優勝馬
すべてダートコースでの施行。
| 回数   | 施行日        | 競馬場 | 距離  | 優勝馬             | 性齢 | 所属 | タイム          | 優勝騎手   | 管理調教師 |
| ------ | ------------- | ------ | ----- | ------------------ | ---- | ---- | --------------- | ---------- | ---------- |
| 第1回  | 1973年7月22日 | 盛岡   | 2000m | ヤマトハナ         | 騸8  | 水沢 | 2:05.9          | 千葉次男   | 千葉忠一   |
| 第2回  | 1974年6月30日 | 盛岡   | 2000m | スリービート       | 牡7  | 水沢 | 2:07.8          | 佐々木恒   | 佐々木豊   |
| 第3回  | 1975年11月2日 | 盛岡   | 2000m | カネヒエイ         | 牡4  | 盛岡 | 2:07.1          | 平澤芳三   | 小西善一郎 |
| 第4回  | 1976年6月27日 | 盛岡   | 2000m | メジロスイセイ     | 牡8  | 水沢 | 2:06.8          | 千葉次男   | 千葉忠一   |
| 第5回  | 1977年6月12日 | 盛岡   | 2000m | シンコダイオー     | 牡6  | 水沢 | 2:07.6          | 村上実     | 千葉博次   |
| 第6回  | 1978年6月25日 | 盛岡   | 2000m | ジムパーナ         | 牡8  | 水沢 | 2:08.3          | 村上昌幸   | 村上初男   |
| 第7回  | 1979年6月24日 | 盛岡   | 2000m | スリーパレード     | 牡7  | 水沢 | 2:09.1          | 村上昌幸   | 村上初男   |
| 第8回  | 1980年6月22日 | 盛岡   | 2000m | スリーパレード     | 牡8  | 水沢 | 2:09.0          | 伊藤和     | 村上初男   |
| 第9回  | 1981年6月21日 | 盛岡   | 2000m | イチコンコルドオウ | 牡7  | 水沢 | 2:07.4          | 伊藤和     | 佐々木豊   |
| 第10回 | 1982年6月20日 | 盛岡   | 2000m | ダイドウスター     | 牡6  | 水沢 | 2:09.1          | 小竹清一   | 佐々木豊   |
| 第11回 | 1983年6月19日 | 盛岡   | 2000m | テルノエイト       | 牡7  | 水沢 | 2:07.0          | 佐藤浩一   | 志村文雄   |
| 第12回 | 1984年6月17日 | 盛岡   | 2000m | ハシクランツ       | 牡9  | 盛岡 | 2:10.3          | 村上昌幸   | 大和正四郎 |
| 第13回 | 1985年6月23日 | 盛岡   | 2000m | サクラハイデン     | 牡7  | 水沢 | 2:09.5          | 佐藤浩一   | 志村文雄   |
| 第14回 | 1986年6月22日 | 盛岡   | 2000m | ボールドマックス   | 牡6  | 水沢 | 2:09.1          | 小竹清一   | 千葉忠一   |
| 第15回 | 1987年6月21日 | 盛岡   | 2000m | マグマカザン       | 牡6  | 水沢 | 2:06.3          | 村上昌幸   | 村上初男   |
| 第16回 | 1988年6月19日 | 盛岡   | 2000m | トウケイフリート   | 牡5  | 水沢 | 2:07.2          | 菅原勲     | 村上実     |
| 第17回 | 1989年6月18日 | 盛岡   | 2000m | エンゼルトーン     | 牡5  | 水沢 | 2:07.2          | 織笠光幸   | 酒井清     |
| 第18回 | 1990年6月17日 | 盛岡   | 2000m | スイフトセイダイ   | 牡4  | 盛岡 | 2:08.9          | 小竹清一   | 城地藤男   |
| 第19回 | 1991年5月12日 | 盛岡   | 2000m | スイフトセイダイ   | 牡5  | 盛岡 | 2:10.6 （同着） | 小竹清一   | 城地藤男   |
| 第19回 | 1991年5月12日 | 盛岡   | 2000m | グレートホープ     | 牡5  | 盛岡 | 2:10.6 （同着） | 菅原勲     | 小西重征   |
| 第20回 | 1992年6月21日 | 盛岡   | 2000m | グレートホープ     | 牡6  | 盛岡 | 2:09.1          | 菅原勲     | 小西重征   |
| 第21回 | 1993年8月1日  | 盛岡   | 2000m | トウケイニセイ     | 牡6  | 盛岡 | 2:03.9R         | 菅原勲     | 小西重征   |
| 第22回 | 1994年7月31日 | 盛岡   | 2000m | モリユウプリンス   | 牡5  | 水沢 | 2:06.2          | 小林俊彦   | 千葉四美   |
| 第23回 | 1995年7月30日 | 盛岡   | 2000m | モリユウプリンス   | 牡6  | 水沢 | 2:07.7          | 小林俊彦   | 千葉四美   |
| 第24回 | 1996年6月9日  | 水沢   | 2000m | ヘイセイシルバー   | 牡8  | 水沢 | 2:12.6          | 三野宮通   | 村上実     |
| 第25回 | 1997年8月31日 | 盛岡   | 2000m | シャマードシンボリ | 牡9  | 盛岡 | 2:08.5          | 佐藤雅彦   | 櫻田浩三   |
| 第26回 | 1998年8月30日 | 盛岡   | 2000m | メイセイオペラ     | 牡4  | 水沢 | 2:03.5R         | 菅原勲     | 佐々木修一 |
| 第27回 | 1999年8月29日 | 盛岡   | 2000m | メイセイオペラ     | 牡5  | 水沢 | 2:05.1          | 菅原勲     | 佐々木修一 |
| 第28回 | 2000年8月27日 | 盛岡   | 2000m | メイセイオペラ     | 牡6  | 水沢 | 2:06.7          | 菅原勲     | 佐々木修一 |
| 第29回 | 2001年8月19日 | 盛岡   | 2000m | グローバルゴッド   | 牡7  | 盛岡 | 2:10.0          | 小林俊彦   | 櫻田浩三   |
| 第30回 | 2002年8月18日 | 盛岡   | 2000m | シネマパラダイス   | 牡8  | 盛岡 | 2:07.2          | 西康志     | 晴山厚司   |
| 第31回 | 2003年8月17日 | 盛岡   | 2000m | マキバスナイパー   | 牡8  | 船橋 | 2:07.5          | 左海誠二   | 岡林光浩   |
| 第32回 | 2004年6月13日 | 盛岡   | 2000m | トニージェント     | 牡7  | 水沢 | 2:06.8          | 村上忍     | 村上実     |
| 第33回 | 2005年6月5日  | 盛岡   | 2000m | トニージェント     | 牡8  | 水沢 | 2:05.9          | 村上忍     | 村上実     |
| 第34回 | 2006年6月4日  | 盛岡   | 2000m | コアレスハンター   | 牡9  | 大井 | 2:08.2          | 御神本訓史 | 高橋三郎   |
| 第35回 | 2007年6月17日 | 盛岡   | 2000m | テンショウボス     | 牡4  | 水沢 | 2:07.6          | 小林俊彦   | 佐々木修一 |
| 第36回 | 2008年6月22日 | 盛岡   | 2000m | ブラーボウッズ     | 牡10 | 水沢 | 2:09.2          | 菅原勲     | 村上昌幸   |
| 第37回 | 2009年6月21日 | 水沢   | 2000m | キングスゾーン     | 牡7  | 愛知 | 2:08.4          | 安部幸夫   | 原口次夫   |
| 第38回 | 2010年6月20日 | 水沢   | 2000m | マルヨフェニックス | 牡6  | 笠松 | 2:05.3R         | 尾島徹     | 柴田高志   |
| 第39回 | 2011年6月19日 | 盛岡   | 2000m | コアレスレーサー   | 牡7  | 盛岡 | 2:06.3          | 関本淳     | 熊谷昇     |
| 第40回 | 2012年6月24日 | 水沢   | 2000m | トーホクキング     | 牡5  | 盛岡 | 2:10.2          | 菊地康朗   | 櫻田浩三   |
| 第41回 | 2013年6月23日 | 水沢   | 2000m | コスモフィナンシェ | 牡4  | 水沢 | 2:11.1          | 岡部誠     | 板垣吉則   |
| 第42回 | 2014年6月22日 | 水沢   | 2000m | ナムラタイタン     | 牡8  | 水沢 | 2:08.9          | 坂口裕一   | 村上昌幸   |
| 第43回 | 2015年6月21日 | 水沢   | 2000m | コミュニティ       | 牡5  | 盛岡 | 2:09.9          | 山本政聡   | 櫻田浩三   |
| 第44回 | 2016年6月19日 | 盛岡   | 2000m | ミラクルフラワー   | 牝4  | 水沢 | 2:05.4          | 村上忍     | 村上実     |
| 第45回 | 2017年6月18日 | 水沢   | 2000m | エンパイアペガサス | 牡4  | 水沢 | 2:14.1          | 村上忍     | 佐藤祐司   |
| 第46回 | 2018年6月17日 | 水沢   | 2000m | エンパイアペガサス | 牡5  | 水沢 | 2:11.3          | 菅原俊吏   | 佐藤祐司   |
| 第47回 | 2019年6月16日 | 水沢   | 2000m | ハドソンホーネット | 牡5  | 盛岡 | 2:04.7R         | 山本政聡   | 齋藤雄一   |
| 第48回 | 2020年6月21日 | 水沢   | 2000m | ランガディア       | 牡6  | 水沢 | 2:13.0          | 鈴木祐     | 板垣吉則   |
| 第49回 | 2021年6月20日 | 水沢   | 2000m | エンパイアペガサス | 牡8  | 水沢 | 2:12.2          | 山本政聡   | 佐藤祐司   |
| 第50回 | 2022年6月19日 | 水沢   | 2000m | ステイオンザトップ | 牡8  | 水沢 | 2:07.7          | 坂口裕一   | 小林俊彦   |
| 第51回 | 2023年6月20日 | 水沢   | 2000m | ヴァケーション     | 牡6  | 水沢 | 2:07.3          | 村上忍     | 畠山信一   |
| 第52回 | 2024年6月23日 | 水沢   | 2000m | ヒロシクン         | 騸5  | 水沢 | 2:08.5          | 高松亮     | 佐藤雅彦   |
| 第53回 | 2025年6月29日 | 水沢   | 2000m | リケアカプチーノ   | 牡3  | 水沢 | 2:07.6          | 吉原寛人   | 菅原勲     |

#### 各回競走結果の出典
- 一條記念みちのく大賞典 歴代優勝馬 - 地方競馬全国協会